# Pimenta (singolo)
Pimenta è un singolo del cantante brasiliano MC Biel, pubblicato il 18 giugno 2014.